# Gare de Cobh
La gare de Cobh (en anglais : Cobh railway station) est la gare ferroviaire de Cobh dans le comté de Cork en Irlande.

## Histoire
La station est ouverte le 10 mars 1862.

## Service des voyageurs

### Intermodalité

Le quai de la gare terminus
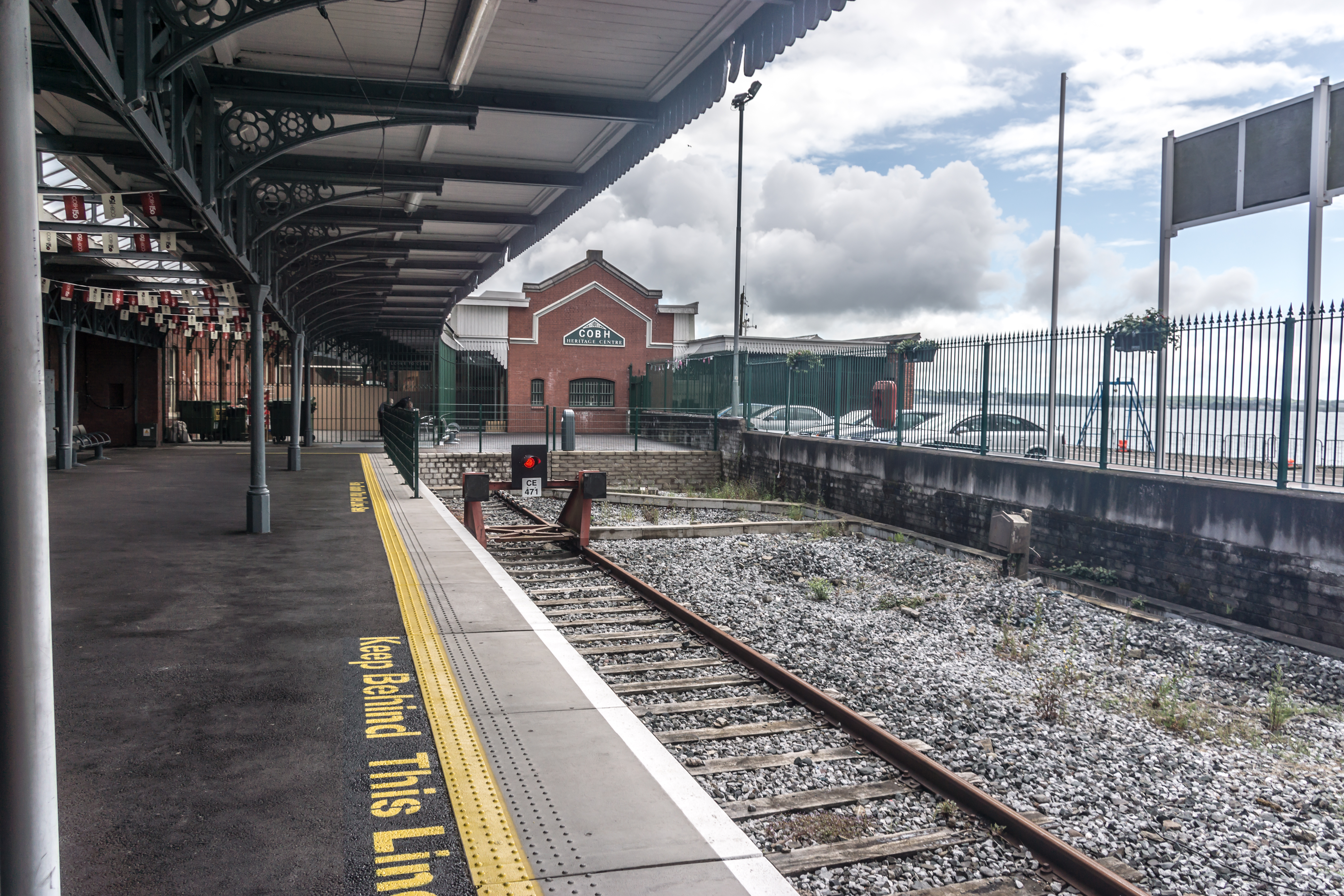
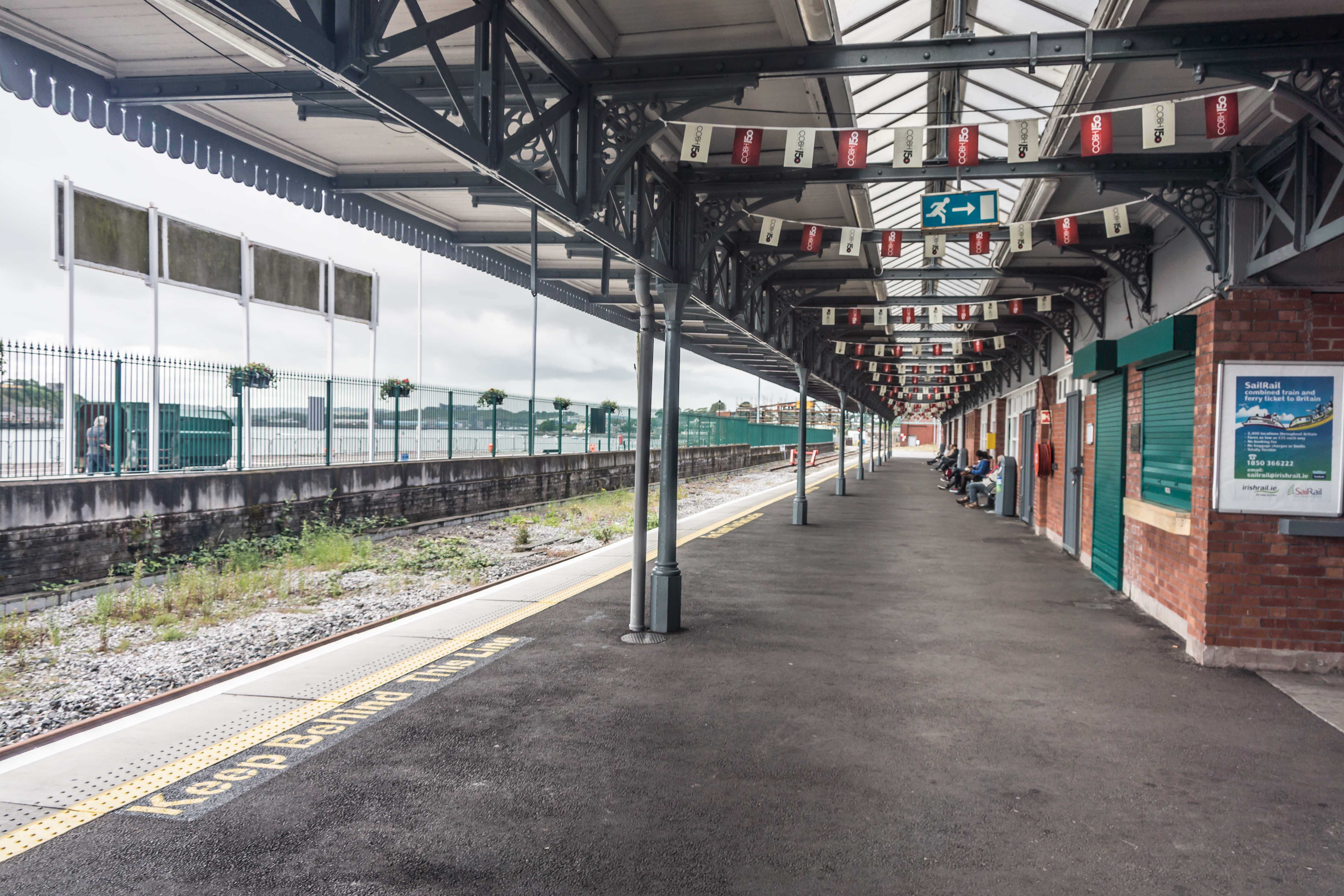